# تشارلز باير
تشارلز باير (بالإنجليزية: Charles Beyer)‏ (و. 1813 – 1876 م) هو مهندس، وشخصية أعمال بريطاني، ولد في بلاوين، توفي عن عمر يناهز 63 عاماً.